# Lijst van voetbalstadions in Azerbeidzjan
Dit is een lijst van voetbalstadions in Azerbeidzjan, gerangschikt in volgorde van capaciteit.

## Huidige stadions van betaaldvoetbalclubs
| Nr. | Foto | Stadion                      | Capaciteit | Plaats       | Bespeler                                        | Opening |
| --- | ---- | ---------------------------- | ---------- | ------------ | ----------------------------------------------- | ------- |
| 1   |      | Olympisch Stadion            | 69.870     | Bakoe        | Azerbeidzjaans voetbalelftal                    | 2015    |
| 2   |      | Tofikh Bakhramovstadion      | 31.200     | Bakoe        | FK Qarabağ Azerbeidzjaans voetbalelftal         | 1951    |
| 3   |      | Stadsstadion Gandja          | 25.000     | Gandja       | Kəpəz PFK                                       | -       |
| 4   |      | Mehdi Huseynzadestadion      | 15.300     | Sumqayıt     | Sumqayıt PFK                                    | 1966    |
| 5   |      | Stadsstadion Lankaran        | 15.000     | Lənkəran     | FK Khazar Lenkoran Azerbeidzjaans voetbalelftal | 2006    |
| 6   |      | Stadsstadion Gazakh          | 15.000     | Qazax        | FK Göyazan Qazax                                | -       |
| 7   |      | Tofikh Ismayilovstadion      | 15.000     | Bakoe        | Geen club                                       | -       |
| 8   |      | Stadsstadion Nachitsjevan    | 12.800     | Nachitsjevan | Araz-Naxçıvan PFK                               | 2013    |
| 9   |      | Stadsstadion Shamkir         | 11.500     | Şəmkir       | FK Shamkir                                      | -       |
| 10  |      | Bakcell Arena                | 11.000     | Bakoe        | Neftçi Bakoe Azerbeidzjaans voetbalelftal       | 2012    |
| 11  |      | Heydar Aliyevstadion         | 8.500      | İmişli       | Geen club                                       | 2006    |
| 12  |      | Shafastadion                 | 8.152      | Bakoe        | FK Inter Bakoe                                  | 2001    |
| 13  |      | Anatoliy Banishevskiystadion | 7.500      | Masallı      | FK Masallı                                      | -       |
| 14  |      | Stadsstadion Tovuz           | 6.800      | Tovuz        | PFK Turan Tovuz                                 | 1979    |
| 15  |      | Dalğa Arena                  | 6.500      | Bakoe        | Geen club                                       | 2011    |
| 16  |      | Ismat Gayibovstadion         | 5.000      | Bakoe        | Geen club                                       | -       |
| 17  |      | Bayilstadion                 | 5.000      | Bakoe        | Icherisheher FK                                 | 2012    |
| 18  |      | Yashar Mammadzadestadion     | 5.000      | Mingəçevir   | FK Energetik Mingachevir                        | 1953    |
| 19  |      | Stadsstadion Yevlax          | 5.000      | Yevlax       | Geen club                                       | -       |
| 20  |      | Stadsstadion Gabala          | 4.000      | Gabala       | Qäbälä PFK                                      | 1985    |
| 21  |      | Shovkat Ordukhanovstadion    | 4.000      | Qusar        | FK Sahdag Qusar                                 | -       |
| 22  |      | Stadsstadion Zaqatala        | 3.500      | Zaqatala     | FK Simurq Zaqatala                              | 2008    |
| 23  |      | AZAL Arena                   | 3.000      | Bakoe        | AZAL PFK                                        | 2009    |
| 24  |      | MOIK-stadion                 | 3.000      | Bakoe        | MOIK Bakoe                                      | -       |
| 25  |      | Stadsstadion Ağsu            | 3.000      | Ağsu         | FK Ağsu                                         | 2012    |
| 26  |      | Zabratstadion                | 3.000      | Bakoe        | Geen club                                       | -       |
| 27  |      | Inshaatchystadion            | 2.000      | Sumqayıt     | Geen club                                       | -       |
| 28  |      | Nariman Narimanovstadion     | 2.000      | Neftçala     | Neftçala FK                                     | -       |